# Arapaima
Arapaima  je rod južnoamerička tropskih slatkovodnih riba koje se smatraju živim fosilom zbog svojih arhaičnih morfoloških i anatomskih osobina. Ubraja se u jednu od najvećih slatkovodnih riba na svijetu. Brazilci je nazivaju pirarucu, a u Peruu je poznata kao paiche.
Među ihtiolozima postoji neslaganje o broju vrsta koje pripadaju ovom rodu. U bazi podataka o ribama navodi se samo jedna vrsta, Arapaima gigas, no 2013. godine otkrivena je jedna nova vrsta nazvana imenom Arapaima leptosoma. Neki znanstvenici među arapaimama razlikuju i vrste, Arapaima arapaima, Arapaima mapae i Arapaima agassizii.

## Opis i građa
Arapaima može dosegnuti dužinu veću od 2 metra (u rijetkim slučajevima veću i od 2,5 metra) te težinu preko 100 kg. Ponekad se kao najveća zabilježena dužina navodi 4,5 m. Taj podatak datira iz prve polovine 18. stoljeća i nije naročito pouzdan. Najteži zabilježeni primjerak težio je 200 kg. Danas se primjerci veći od 2 metra iznimno rijetko pojavljuju u prirodi. Ima prošireno i izduženo tijelo torpednog oblika prekriveno ljuskama te glavu koja se sužava. Ljuske odraslih primjeraka mogu biti dugačke i do 6 centimetara. Na tijelu ima karakteristične crvene šare. Posjeduje posebnu dišnu strukturu zvanu labirintni organ (tzv. "primitivna pluća").

## Ribolov
Zbog pretjeranog izlova brazilska vlada zabranila je hvatanje ove ribe u komercijalne svrhe, ali krivolov nije rijetka pojava. Ribolov je dopušten samo u pojedinim, zabačenim predjelima Amazonskog bazena pri čemu se svi ulovljeni primjerci moraju odmah nakoh ulova pustiti. Domorocima je dopušten izlov arapaime u svrhu prehrane. Oni je love na nekoliko načina, a najčešće pomoću harpuna te velikih mreža. Arapaima se zbog svog načina života često kreće u blizini površine što je često čini žrtvom domorodačkih harpuna. Njezino meso vrlo je cijenjeno, a lokalno stanovništvo smatra ga delikatesom čemu svakako pridonosi činjenica da njezino meso ne sadrži mnogo kostiju. Povećana potražnja za njezinim mesom potaknula je uzgoj arapaime među "ribeirinhosima", lokalnom brazilskom stanovništvu koje živi na riječnim obalama. Također je vrlo popularna i među sportskim ribičima koji je smatraju izvrsnom lovinom.

## Ekologija
Arapaima je karnivorni predator koji jede sve što mu je dostupno. Velika usta omogućuju joj širok spektar potencijalnog plijena. Najveći dio njezine prehrane čine ribe, rakovi i ostale manje životinje, a i ptice koje katkad ulovi na površini vode. Ova riba guta zrak koristeći pri tome labirintni organ. To je izrazito prokrvljena tvorevina smještena u dupljama gornjih ždrijelnih kostiju koja je povezana s usnom šupljinom, a omogućuje korištenje kisika direktno iz zraka. To je i razlog zbog kojeg se ova vrsta ribe voli zadržavati pri površini vode. Gutanje zraka omogućuje joj preživljavanje u vodama siromašnim kisikom ili močvarama kakve se često nalaze u porječju Amazone i Orinoca. Pod vodom se zadržava tek oko 10 do 20 minuta, a potom pliva prema površini radi gutanja zraka. U nedostatku kisika ili ako je uznemirena arapaima vrlo često iskače iz vode. Ova vrsta poznata je po tome da nastanjuje različite tipove voda Amazonskog porječja. Može se pronaći u samim rijekama Amazoni i Orinoco, njihovim tributarnim rijeka ili pak poplavnim jezerima. Nastanjuje uglavnom mutne vode, ali će zaći i u one bistrije. Prepreka njezinoj rasprostranjenosti su velike bujice i vodopadi koje teško može premostiti.

## Razmnožavanje
S obzirom na područje koje naseljava, na životni ciklus arapaime značajno utječu sezonske poplave. Ženke postaju spolno zrele nakon 5 godina i u to vrijeme su dugačke oko 160 centimetara. Ženka polaže jaja tijekom veljače, ožujka i travnja kada je razina vode niska ili tek počinje rasti. Gradi gnijezda otprilike 50 cm široka i 15 cm duboka i to najčešće na muljevitom dnu. Kako sezona odmiče i vodostaj raste mladi se izliježu i koriste nadolazeće poplavne mjesece kako bi se razvijali i rasli. Arapaima je poznata kao izrazito brižna vrsta koja aktivno štiti svoje potomstvo. Mužjak arapaime, kao i njegovi rođaci iz roda Osteoglossum (srebrna i crna arowana) čuva svoje potomstvo u svojim velikim ustima. To čini sve dok mladi ne postanu dovoljno veliki kako bi se sami brinuli za sebe. Ženka također čuva mužjaka, a time i svoje potomstvo, tako što kruži oko njega tjerajući potencijalne predatore. Roditelji komuniciraju sa svojim potomstvom preko posebnih feromona koje izlučuju iz glave. Na taj način zadržavaju mlade u svojoj blizini pružajući im na taj način sigurnost i zaštitu. Ako razina kisika postane preniska za mlade, roditelji će svojim kretanjem miješati vodu i na taj način osigurati aeraciju.

## Značaj za ljude i zanimljivosti
Arapaima je u svrhu ribolova uvezena u Tajland i Maleziju gdje se danas može loviti u nekoliko jezera, a primjerci od 150 kg nisu rijetkost. U srpnju 2009. dva čovjeka misteriozno su nestala na jezeru Kenyir u Maleziji. Seljani iz obližnih naselja tvrdili su da je za to kriva golema arapaima koja obitava u tom jezeru nazivajući je "čudovištem iz Kenyira". Navodno je njih nekoliko u više navrata vidjelo golemu ribu kako iskače iz vode. Unatoč svemu, arapaima se ne smatra opasnom za ljude. Zbog svoje veličine i tendencije da iskače van iz vode ako je ugrožena može djelovati pomalo zastrašujuće za onog koji je hvata. Stoga nije nemoguće da na taj način uzrokuje prevrtanje manjih čamaca ili paniku kod ribara no nikada do sada nije zabilježen nikakav izravni napad ove ribe na čovjeka. U Južnoj Americi se smatra da arapaimin okoštali jezik ima ljekovita svojstva. U kombinaciji s korom guarane koristi se za uklanjanje crijevnih nametnika. Ktome, arapaimine velike ljuske domoroci koriste se kao turpije za nokte ili materijal za izradu ogrlica. Ova vrsta koristi se i kao akvarijska riba, ali zbog svoje veličine i uvjeta koje zahtjeva držati je mogu samo iskusni akvaristi.

## Vanjske poveznice
- http://environment.nationalgeographic.com/environment/freshwater/arapaima/  Arhivirana inačica izvorne stranice od 17. veljače 2011. (Wayback Machine)
- http://animal.discovery.com/fish/river-monsters/arapaima-fish/
- http://www.aquaticcommunity.com/predatory/arapaimafish.php
- http://nationalzoo.si.edu/Animals/Amazonia/Facts/arapaimafacts.cfm  Arhivirana inačica izvorne stranice od 5. ožujka 2010. (Wayback Machine)
- http://animaldiversity.ummz.umich.edu/site/accounts/information/Arapaima_gigas.html
- http://www.siamfishingtours.com/arapiama.html  Arhivirana inačica izvorne stranice od 27. studenoga 2010. (Wayback Machine)
- http://thestar.com.my/news/story.asp?file=/2009/6/19/nation/4151201&sec=nation  Arhivirana inačica izvorne stranice od 16. listopada 2011. (Wayback Machine)